# Rainer Hasler
Rainer Hasler (Vaduz, 2 juli 1958 – 29 oktober 2014) was een van Liechtensteins bekendste voetballers. Hij speelde desondanks nooit een enkele interland voor zijn vaderland. Hoewel de Liechtensteinse voetbalbond al in 1974 lid werd van de FIFA en de UEFA, doet het land pas sinds de jaren negentig mee aan de kwalificaties voor de grote voetbaltoernooien.
Hasler was een echte clubspeler, hij diende in zijn carrière slechts twee clubs: Neuchâtel Xamax van 1979 tot 1983 en Servette Genève van 1983 tot 1989. Met die laatste club werd hij in seizoen 1984/1985 landskampioen en won hij de beker. Zijn zoon Nicolas speelt bij FC Vaduz en komt wel uit voor Liechtensteins voetbalelftal.
Rainer Hasler overleed in Zwitserland in 2014, na een langdurig slepende ziekte op 56-jarige leeftijd.

## Trivia
- Hasler werd ter gelegenheid van het 50-jarige jubileum van de UEFA in 2004 verkozen tot de beste voetballer uit Liechtenstein van de laatste 50 jaar.

## Erelijst
Servette FC
- Zwitsers landskampioen

1985